# Herensuge

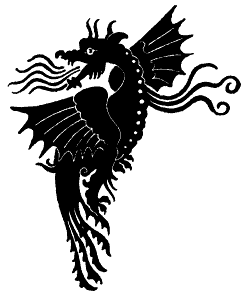
Herensuge.

En la mitología vasca, Herensuge ("herensuge" significa dragón en euskera). Volaba dejando un rastro de fuego y haciendo un sonido aterrador. Se alimentaba de caballos y burros, y a veces raptaba seres humanos y los ahogaba, se los comía o, simplemente, los hacía enloquecer. 
Puede atraer a los animales con su aliento.
Existen múltiples descripciones de este dragón, con múltiples nombres (como, por ejemplo: Erensuge, Lerensuge, Herainsuge, Errensuge, Hensuge, Edensuge, Edeinsuge, Edaansuge, Igensuge o Iraunsuge). Según unas leyendas, tiene siete cabezas, según otras, sólo una. Tendría también múltiples refugios. Hay varias historias diferentes sobre su muerte, cada una de ellas a manos de un héroe distinto.